# I gangsters di Piccadilly
I gangsters di Piccadilly (Never Let Go) è un film del 1960 diretto da John Guillermin.